# 谢尔盖·卡拉肖夫
谢尔盖·瓦西里耶維奇·卡拉肖夫（俄语：Серге́й Васильевич Карасёв，1993年10月26日—），俄羅斯职业籃球運動員，他在2013年NBA选秀上以首轮总第19顺位被克利夫蘭騎士隊选中，在参加NBA选秀前他效力于俄罗斯联赛的柳别尔齐胜利者队。现时卡拉肖夫效力于NBA联盟的布鲁克林篮网队。

## 职业生涯
在柳别尔齐胜利者的23岁以下青年队度过了2009-10赛季以后，卡拉肖夫在2010-11赛季进入了柳别尔齐胜利者的青年队，并在该赛季场均贡献12.4分。在2012-13赛季，卡拉肖夫场均贡献16.1分和3个篮板球。2013年4月3日，卡拉肖夫宣布参加2013年NBA选秀。
2013年6月27日，卡拉肖夫在2013年NBA选秀上被克利夫蘭騎士隊以首轮总第19顺位选中。8月20日，他与克利夫兰骑士队签下一份新秀合同。在2013-14赛季，卡拉肖夫代表骑士队出战22场，场均可以贡献1.7分。在他的新秀赛季中，他曾多次被下放到NBA发展联盟的坎顿剑客队，在剑客队他出战19次，场均贡献13分。
2014年7月10日，在一笔涉及波士顿凯尔特人等三队的交易中，卡拉肖夫与队友贾莱特·杰克被交易至布鲁克林篮网。10月24日，篮网队执行卡拉肖夫新秀合同第三年的选项，合同被延长至2015-16赛季。2015年3月11日，篮网队宣布卡拉肖夫因为右膝髌骨脱臼和内侧副韧带撕裂，将缺席赛季剩余比赛。在2014-15赛季，卡拉肖夫出战33次（16场首发），场均贡献4.6分和2个篮板球。

## 国家队生涯
卡拉肖夫在2010和2011年代表俄罗斯国家队参加了FIBA18岁和19岁以下的世锦赛。在2012年伦敦奥运会上，卡拉肖夫代表俄罗斯国家队出战，并获得一枚铜牌。

## 外部連結
- 欧洲杯的档案（页面存档备份，存于）
- FIBA的档案（页面存档备份，存于）
- 欧篮网的档案（页面存档备份，存于）
- DraftExpress.com的档案（页面存档备份，存于）